# خوسيه ماريرو
خوسيه ماريرو هو راكب الكنو كوبي، ولد في 19 مارس 1957.

## وصلات خارجية
- خوسيه ماريرو على موقع أوليمبيديا (الإنجليزية)